# موره (مدینه)
موره یک منطقهٔ مسکونی در عربستان سعودی است که در استان مدینه واقع شده‌است.